# دنیس لیل
دنیس لیل (انگلیسی: Denis Lill؛ زادهٔ ۲۲ آوریل ۱۹۴۲) بازیگر اهل نیوزیلند است. وی از سال ۱۹۷۲ میلادی تاکنون مشغول فعالیت بوده‌است.
از فیلم‌ها یا مجموعه‌های تلویزیونی که وی در آن‌ها نقش داشته‌است می‌توان به آخرین رقص سالومه، بلک‌ادر، سرود کریسمس بلک‌ادر، خانم دالووی، موجودات درنده، اویتا، ریچارد سوم، بتمن، اسکارلت پیمپرنل و عقاب فرود آمده اشاره نمود.